# Antoine Fontaney
Antoine-Étienne Fontaney, né en 1803 et mort le 11 juin 1837 à Paris, est un écrivain, journaliste et poète romantique français.

## Biographie
Employé au service de l'état civil à Upie, Drôme, il fréquente les cénacles de Charles Nodier et de Victor Hugo et se lie d'amitié avec Sainte-Beuve. Il publie en 1829 un premier recueil de vers, Ballades, mélodies et poésies diverses, où figurent des traductions de Wordsworth, Byron et Thomas Moore. Il prend part à la Révolution de 1830, puis accompagne à Madrid le duc d'Harcourt, qui vient d'être nommé ambassadeur de France en Espagne. De retour à Paris, il contribue à la Revue des deux Mondes une série d'articles, réunis plus tard sous le titre Scènes de la vie castillane et andalouse, qu'il signe du nom de Lord Feeling en souvenir du romancier écossais Henry Mackenzie. Il tient également une chronique de critique littéraire et contribue des nouvelles au Livre des Cent-et-Un du libraire Ladvocat.
Vers 1833, il s'éprend de Gabrielle Dorval, fille de l'actrice Marie Dorval, laquelle s'oppose à leur liaison et parle de mettre sa fille au couvent. Les deux amoureux se réfugient alors en Espagne, puis en Angleterre. À Londres, Fontanay s'emploie à rédiger des articles sur la vie politique, artistique et littéraire anglaise, articles qu'il signe d'un nouveau pseudonyme, O'Donnor, et que François Buloz publie dans la Revue des deux Mondes. Le jeune couple vit pauvrement. Atteinte par la phtisie, Gabrielle, qui n'a que 21 ans, revient mourir à Paris, le 1er avril 1837, suivie d'Antoine, qui meurt de la même maladie à peine quelques semaines plus tard, à l'âge de 34 ans. Victor Hugo et Sainte-Beuve oublient leur brouille récente et assistent tous deux à son inhumation au cimetière du Montparnasse.
Antoine Fontaney a laissé derrière lui un Journal intime qui, publié en 1925, constitue un document intéressant sur les premières années de la monarchie de Juillet et sur la petite histoire du romantisme.

## Œuvres
- Ballades, mélodies et poésies diverses, 1829
- Scènes de la vie castillane et andalouse, 1835
- Journal intime, publié avec une introduction et des notes par René Jasinski, Paris, Les Presses françaises, 1925

## Source biographique
- Eugène Asse, Les Petits Romantiques, 1900 ; Genève, Slatkine, 1968, p. 5-40